# Język mija
Język mija (inaczej: mijawa, muja) – język afroazjatycki z zachodniej gałęzi języków czadyjskich, używany w Nigerii (obszar Ganjuwa, stan Bauczi). Najbliżej spokrewniony z językami wardżi (północne bauczi, B.2) – wardżi, diri, dżimbin, karija, tsagu (cziwogaj) i innymi. Posługuje się nim około 30 000 osób (dane z 1995 roku). Do zapisu używany jest alfabet łaciński.
Grupa etniczna nazywa się vəne mi (nazwa oryginalna), mijawa.

## Dialekty
Wyróżnia się dialekty gala, fajszang, fursum, demszin, federe.